# Skidmore (Missouri)
Skidmore est une ville du comté de Nodaway, dans le Missouri, aux États-Unis,. Située à l'ouest du comté, elle est incorporée en 1880.

## Démographie
Lors du recensement de 2010, la ville comptait une population de 284 habitants. Elle est estimée, en 2016, à 269 habitants.

### Source de la traduction
- (en) Cet article est partiellement ou en totalité issu de l’article de Wikipédia en anglais intitulé « Skidmore, Missouri » (voir la liste des auteurs).